# Suchohrdly
Suchohrdly (v letech 1961–1976 a od 1. ledna 1998 do 31. ledna 1999 Suchohrdly u Znojma, německy Zuckerhandl) jsou obec v okrese Znojmo v Jihomoravském kraji. Žije zde přibližně 1 400 obyvatel.
Vesnice disponuje obecním sklepem.

## Název
Jméno vsi znělo původně Suchohrdli a označovalo její obyvatele, "lidi se suchým hrdlem", což mělo původně posměšný význam ("pijani"). Po dočasném zániku za Třicetileté války byla ves obnovena pod německým jménem Czucherle (vzniklým úpravou českého), které bylo v 18. století přechýleno ke srozumitelnějšímu Zuckerhandl ("cukrový obchod").

## Historie
První písemná zmínka o obci se nachází v přípisu z počátku 13. století k listině z roku 1190 (Zuchogurdli). V letech 1938 až 1945 byla obec přičleněna (v důsledku uzavření Mnichovské dohody) k nacistickému Německu. V obdobích 1939–1945 a od 1. srpna 1976 do 31. prosince 1997 byla obec místní částí Znojma.

## Obyvatelstvo
| Rok            | 1869 | 1880 | 1890 | 1900 | 1910 | 1921 | 1930 | 1950 | 1961 | 1970 | 1980 | 1991 | 2001 | 2011  | 2021  |
| -------------- | ---- | ---- | ---- | ---- | ---- | ---- | ---- | ---- | ---- | ---- | ---- | ---- | ---- | ----- | ----- |
| Počet obyvatel | 436  | 473  | 627  | 738  | 757  | 813  | 871  | 856  | 989  | 956  | 900  | 928  | 984  | 1 146 | 1 369 |
| Počet domů     | 79   | 92   | 104  | 124  | 140  | 149  | 179  | 201  | 203  | 223  | 237  | 272  | 291  | 368   | 469   |

## Obecní správa
Mezi lety 1850–1938 Suchohrdly byly obcí v okrese Znojmo. V obdobích 1939–1945 patřily jako část města k Znojmu a v letech 1945–1976 byly znovu obcí. Od 1. srpna 1976 do 31. prosince 1997 patřily znovu jako část města k Znojmu a od 1. ledna 1998 jsou opět samostatnou obcí.

### Obecní symboly
Znak a vlajka byly obci uděleny rozhodnutím předsedy Poslanecké sněmovny Parlamentu České republiky dne 17. února 2006.

## Pamětihodnosti
- Výklenková kaplička
- Zvonička ve vesnici
- Krucifix

## Fotogalerie

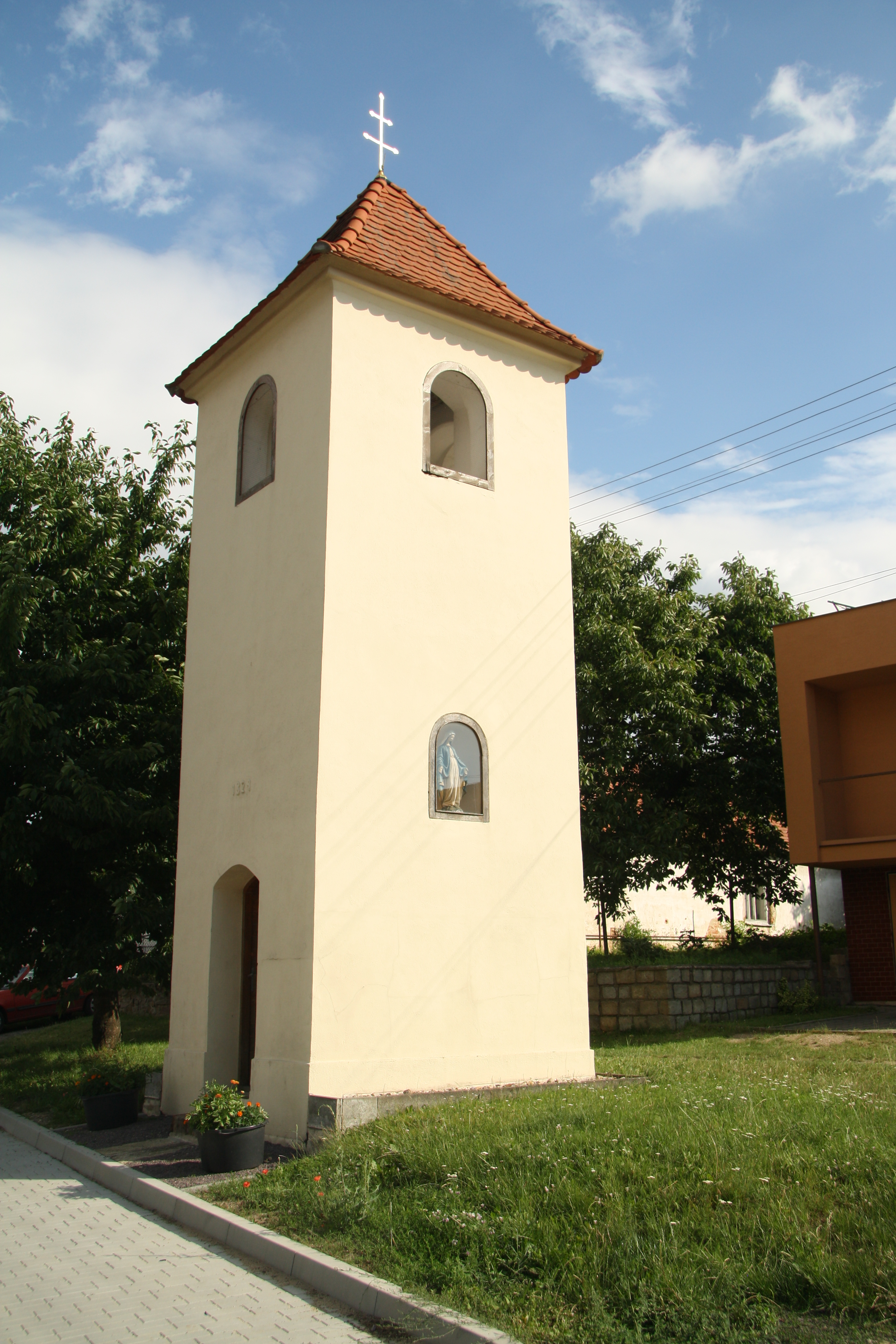
Zvonička
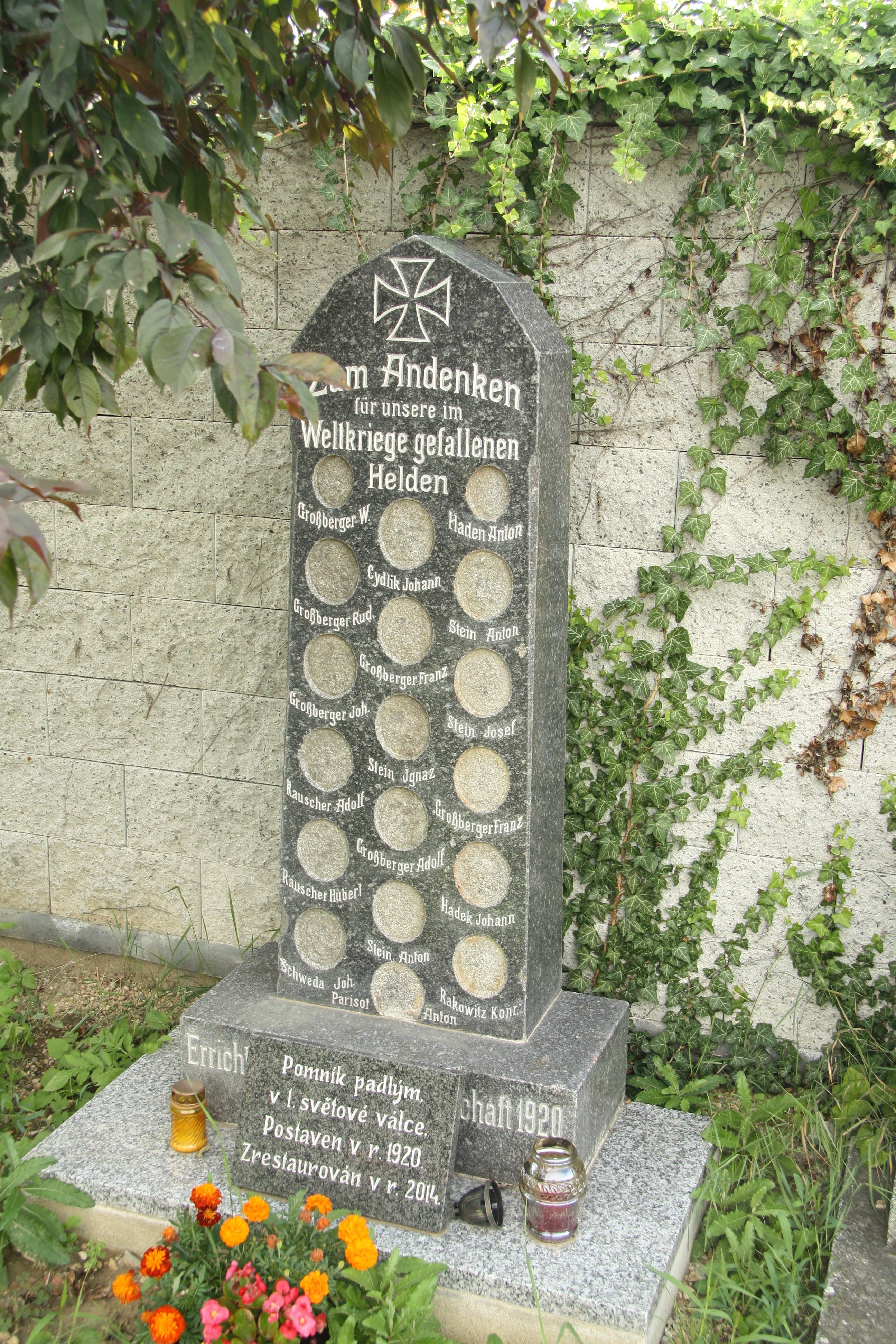
Památník obětem 1. světové války
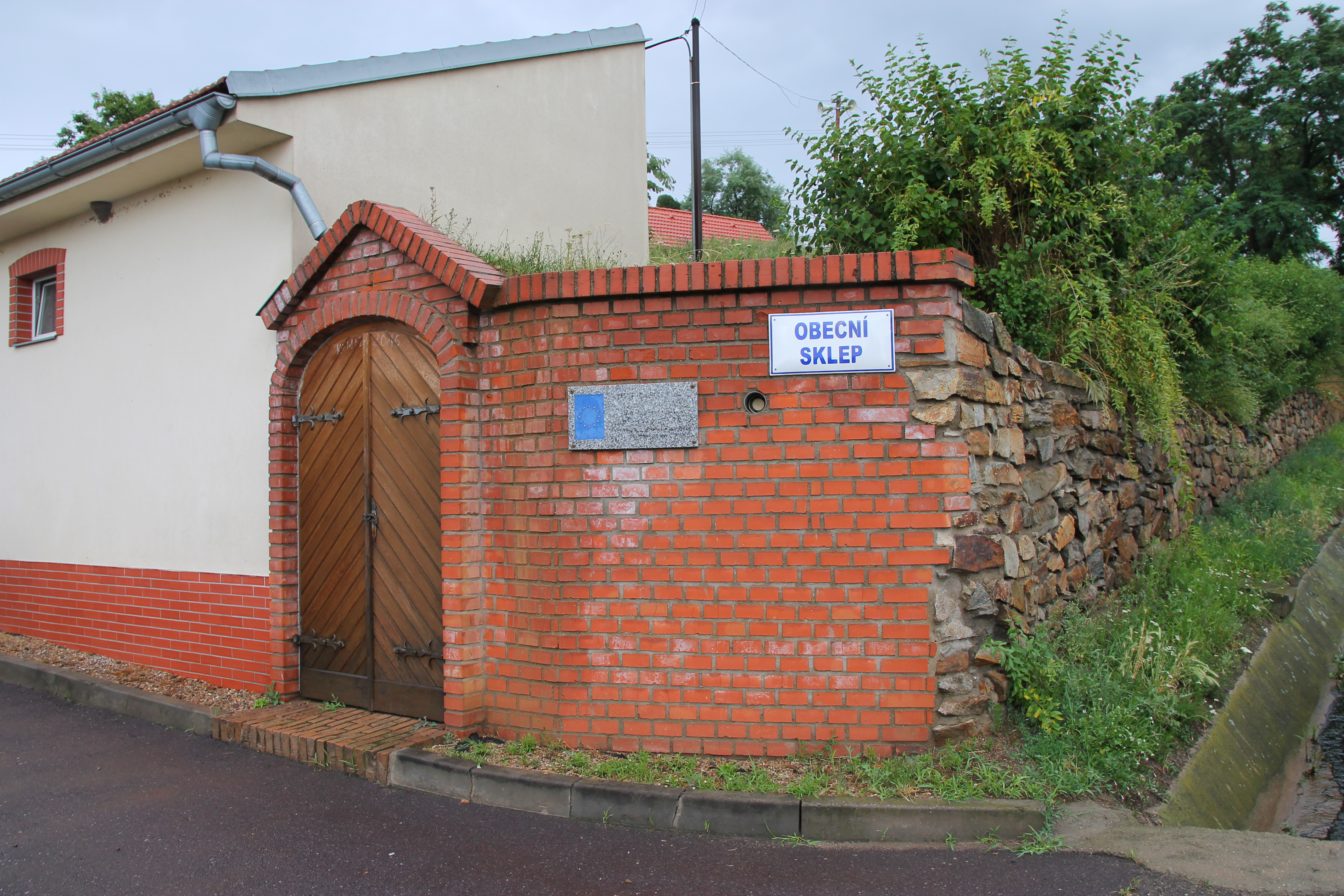
Obecní sklep